# SN 1959D
SN 1959D – supernowa typu II-L odkryta 30 czerwca 1959 roku w galaktyce NGC 7331. Jej maksymalna jasność wynosiła 13,80m.